# Viqueque (Verwaltungsamt)
| \| \| |
|       |

|  |

Viqueque ist ein osttimoresisches Verwaltungsamt (portugiesisch Posto Administrativo) in der Gemeinde Viqueque. Der Verwaltungssitz befindet sich im Suco Caraubalo in der Stadt Viqueque.

## Geographie

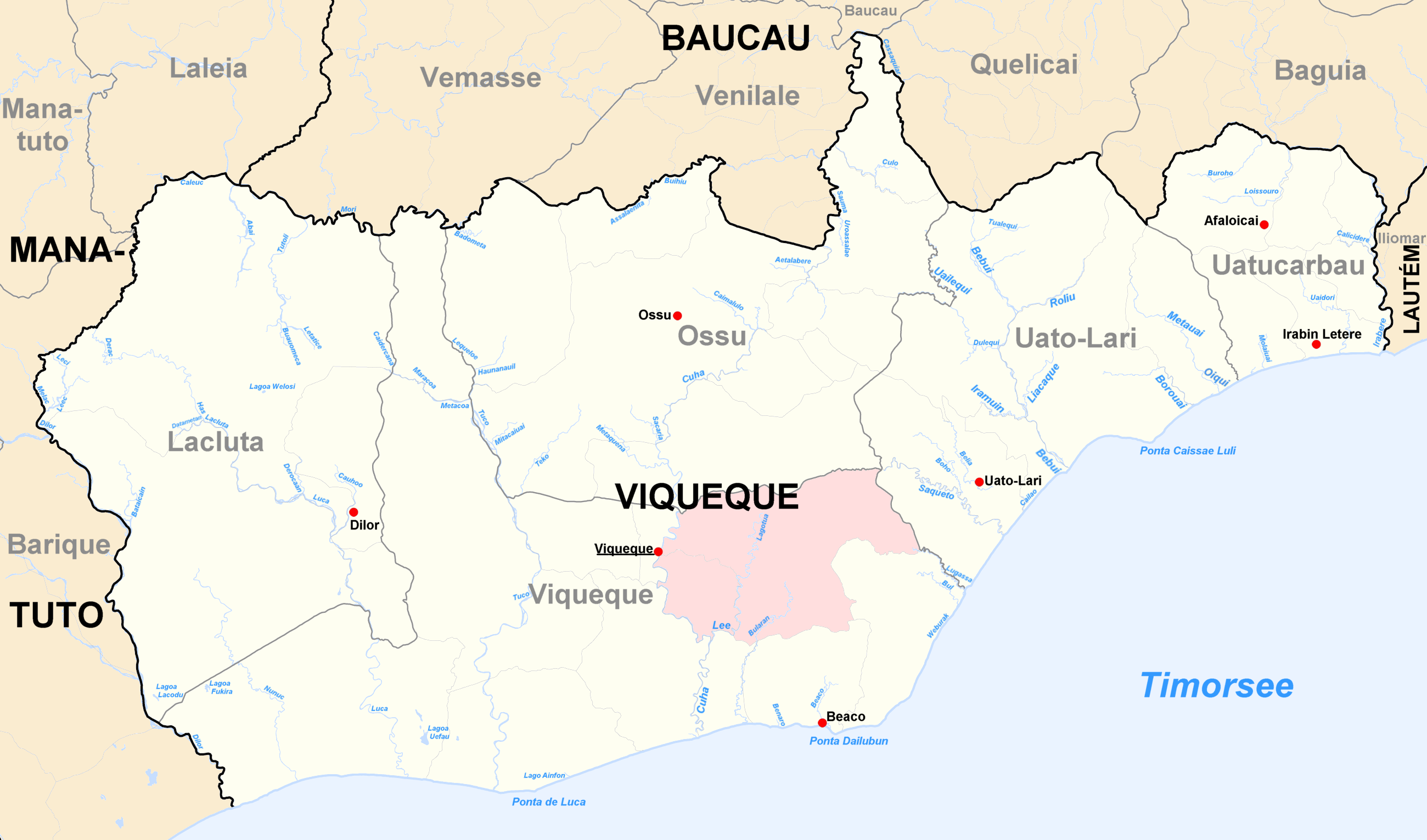
Orte und Flüsse in der Gemeinde Viqueque (Grenzen bis 2015)

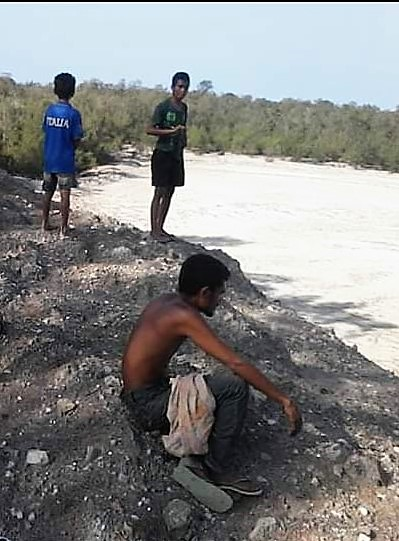
Schlammvulkan von Raitahu

Bis 2014 wurden die Verwaltungsämter noch als Subdistrikte bezeichnet. Vor der Gebietsreform 2015 hatte Viqueque eine Fläche von 610,90 km². Nun sind es 636,23 km².
Das Verwaltungsamt Viqueque liegt in der Gemeinde Viqueque, im Südosten Osttimors an der Timorsee. Im Westen grenzt er an die Gemeinde Manatuto und das Verwaltungsamt Lacluta. Ein schmaler Korridor durchzieht den gesamten Distrikt Viqueque bis zur Gemeinde Baucau. Östlich davon liegt das Verwaltungsamt Ossu. Im Nordosten von Viqueque liegt das Verwaltungsamt Uato-Lari.
Das Verwaltungsamt Viqueque teilt sich in zehn Sucos: Bahalarauain, Bibileo, Caraubalo (Caraubalu), Fatudere (Fatu Dere, Watu Dere), Luca (Luka), Maluru, Uai-Mori, Uma Quic (Uma Qui’ic), Uma Uain Craic und Uma Uain Leten. Ein weiterer Ort im Osten des Verwaltungsamts ist Beaco (Beacu). Er liegt an der Küste beim Kap Ponta Deilubun.

Klimadaten
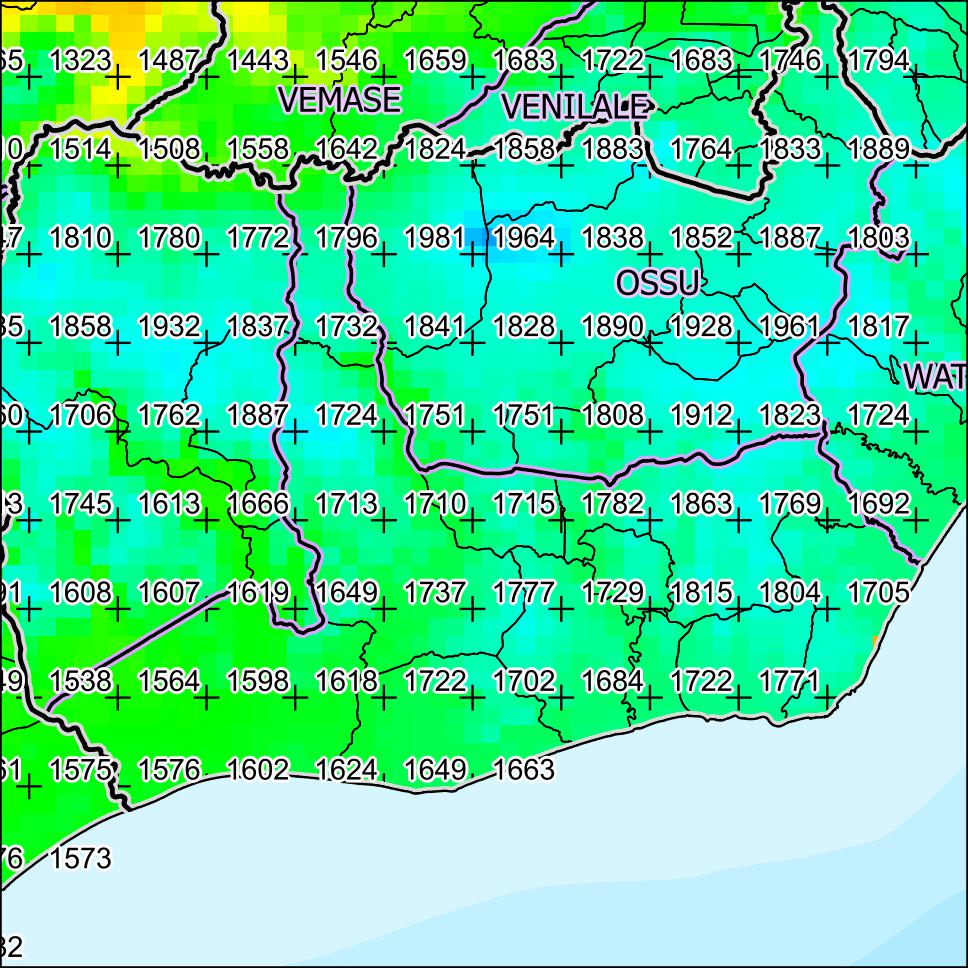
Jährliche Niederschlagsmenge (2000)
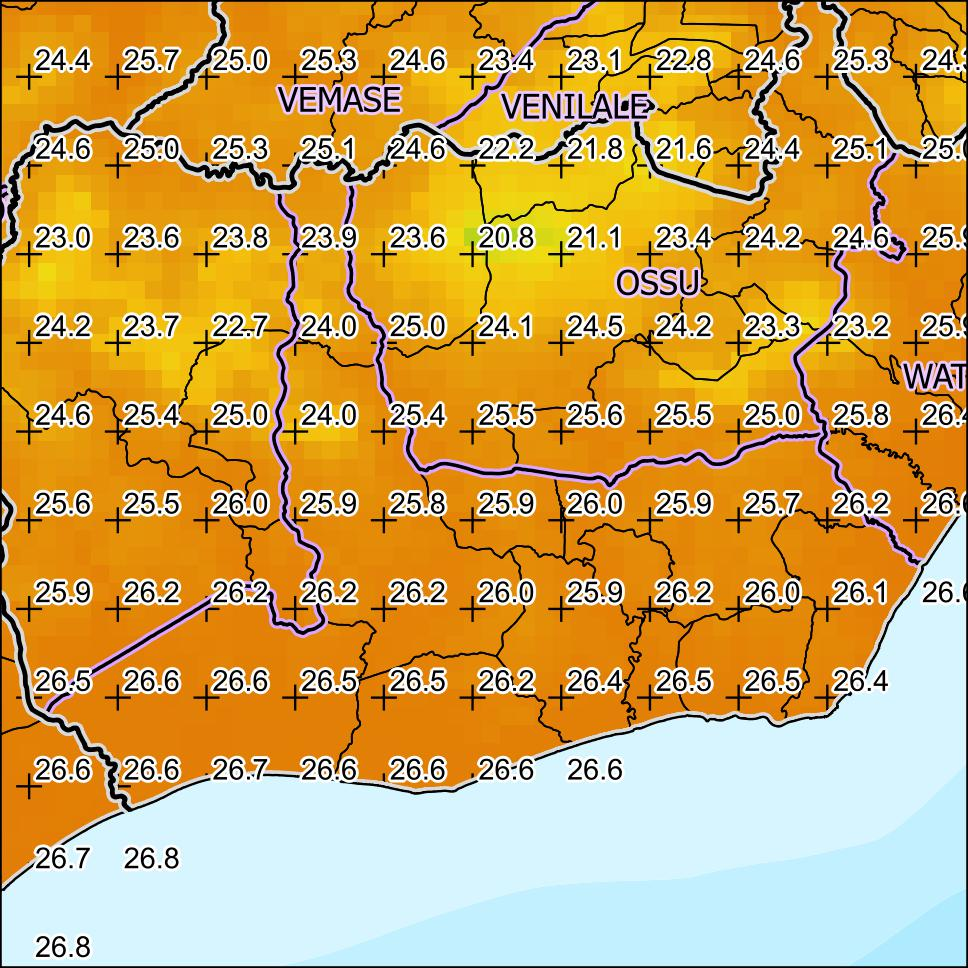
Jahresdurchschnitts-temperatur (2000)
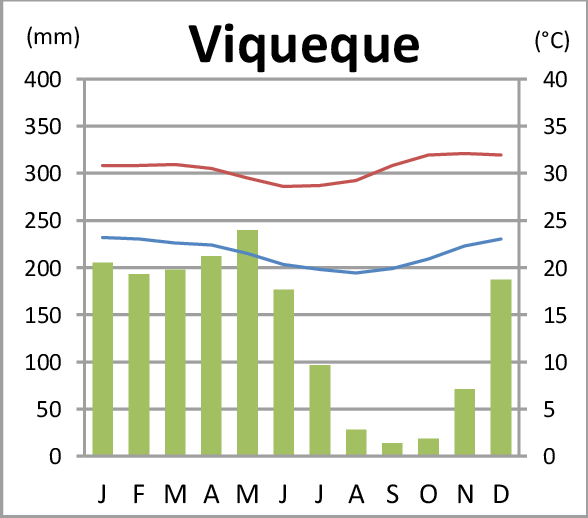
Klimadiagramm

## Einwohner

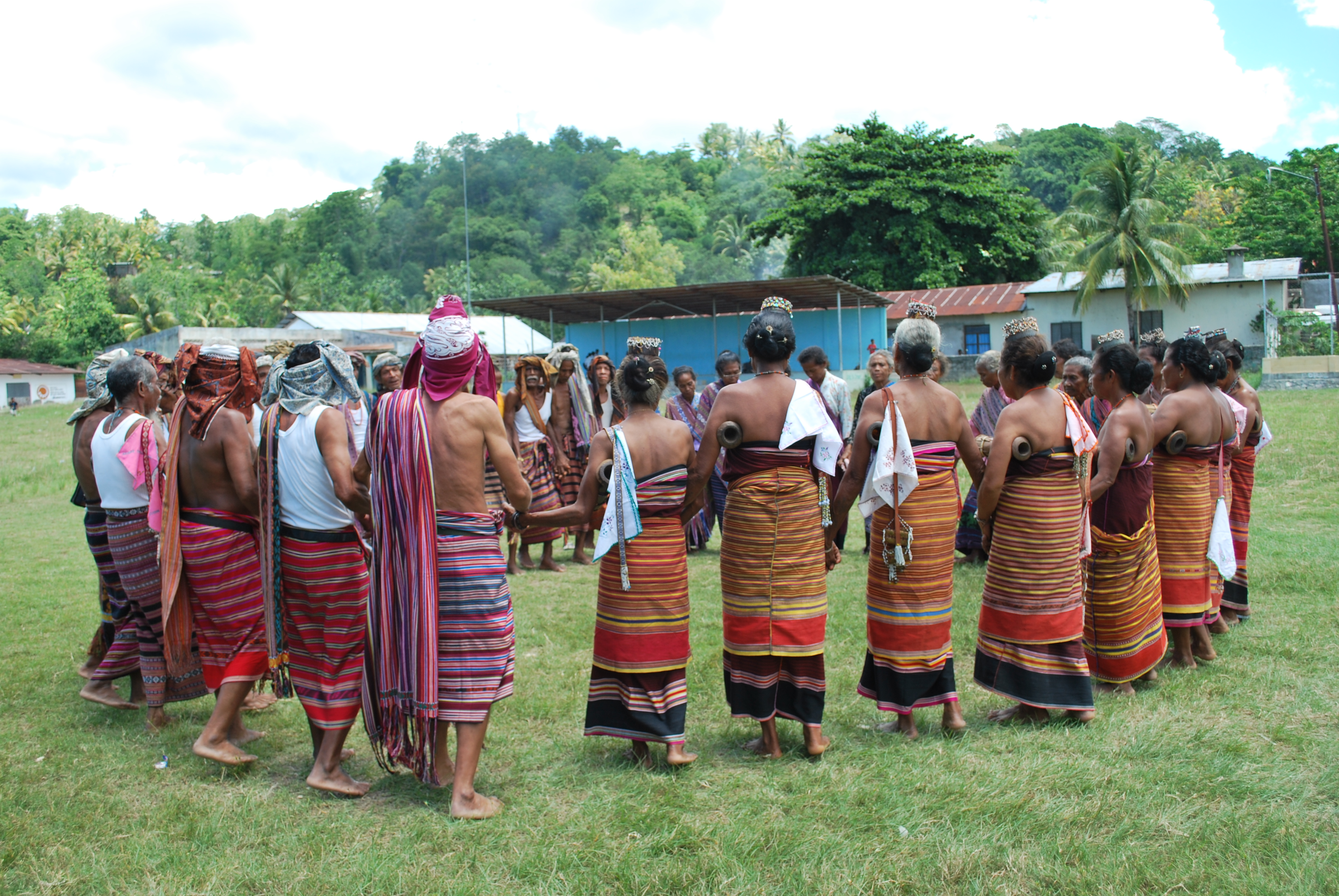
Tebe Dahur-Tanz

Viqueque hat 28.356 Einwohner (2022), davon sind 14.372 Männer und 13.984 Frauen. Im Suco gibt es 5.650 Haushalte. Die größte Sprachgruppe bilden die Sprecher des Tetum-Terik-Dialekts der Amtssprache Tetum. Der Altersdurchschnitt beträgt 18,4 Jahre (2010, 2004: 19,0 Jahre).

## Geschichte

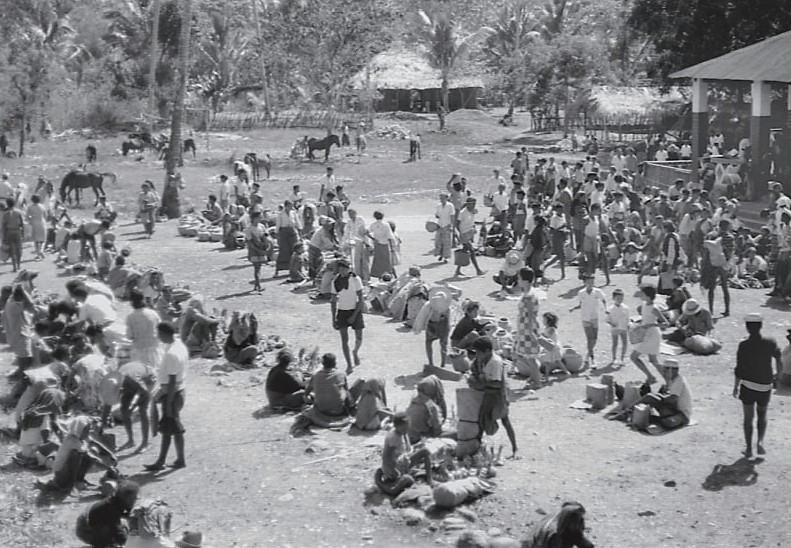
Markt von Viqueque (1967)

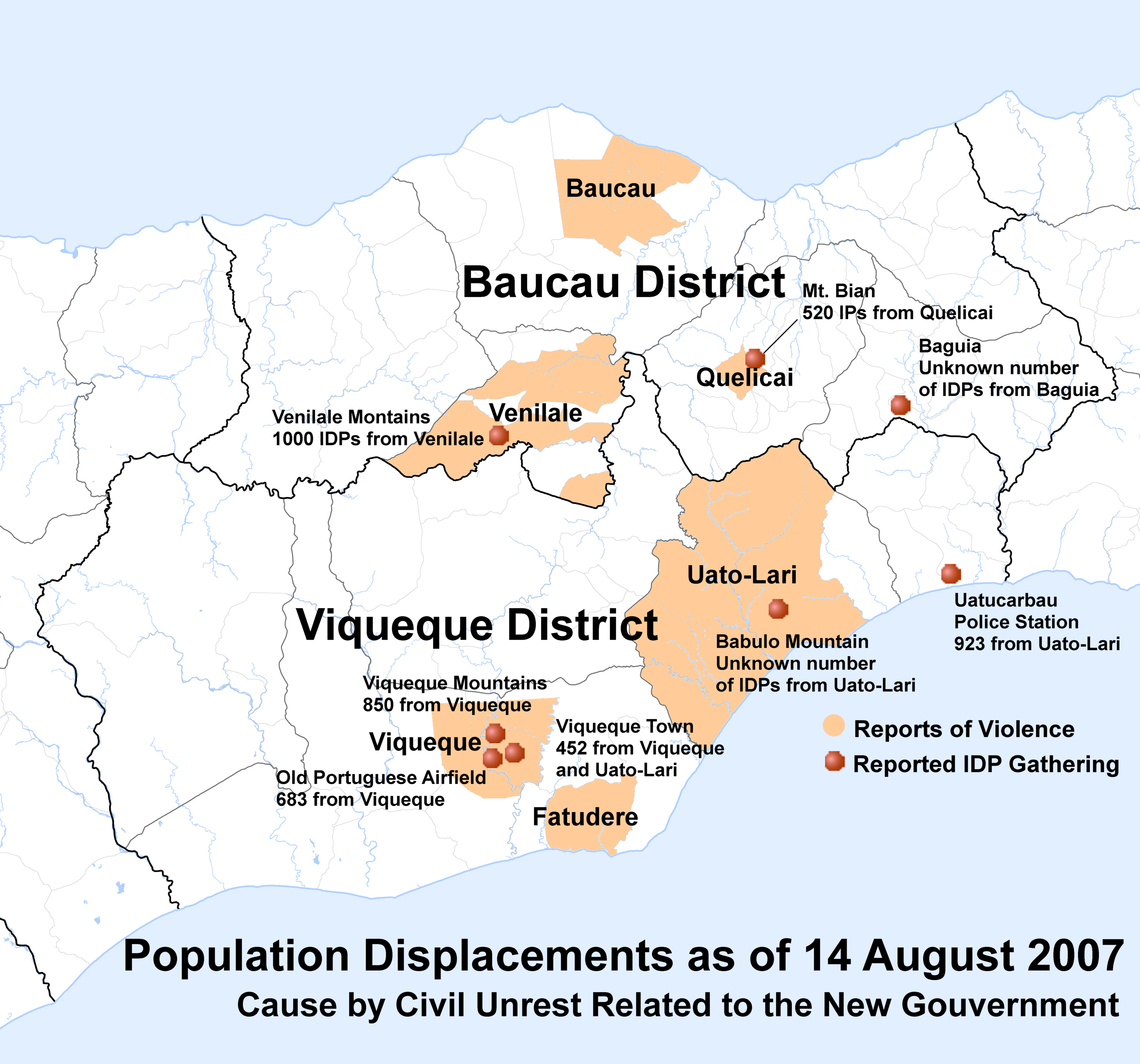
Flüchtlinge in Osttimor nach der Parlamentswahl 2007.

Viqueque, Bibiluto und Luca waren traditionelle Reiche Timors, die von Liurais regiert wurden. Sie erscheinen auf einer Liste von Afonso de Castro, einem ehemaligen Gouverneur von Portugiesisch-Timor, der im Jahre 1868 in einer Liste 47 Reiche aufführte. Der Einfluss Lucas reichte bis in die heutige Gemeinde von Baucau und dominierte wohl auch die Umgebung, wie auch das Reich von Viqueque.
Der Dominikaner Manuel de Santo António ließ sich um 1700 in Luca nieder und bekehrte erfolgreich die Herrscher der Region zum Christentum, darunter Mateus da Costa, dem Liurai von Viqueque. Viqueque wurde für Bischof Manuel zum Schlüsselort bei seinem Ziel Timor zu christianisieren.
1708 ließ der portugiesische Gouverneur Jácome de Morais Sarmento Mateus da Costa verhaften und erniedrigte ihn. Der Liurai war dem Gouverneur „zu unabhängig“ vorgekommen und sollte ersetzt werden. Domingos da Costa, der Herrscher der Topasse, belagerte daraufhin die koloniale Hauptstadt Lifau bis 1709 Manuel de Santo António ihn zur Beendigung überreden konnte. Gouverneur Manuel de Souto-Maior, der Nachfolger von Morais Sarmento, rehabilitierte Dom Mateus wieder.
Während der Rebellion von Cowa 1868 unterstützten Viqueque und Luca die portugiesischen Kolonialherren mit eigenen Truppen und im April 1896 unterzeichnete der Liurai von Luca einen Vertrag über seinen Vasallenstatus.
Von Uato-Lari aus dehnte sich 1959 eine der letzten großen Rebellionen gegen die portugiesische Kolonialherrschaft auf die benachbarten Gebiete aus. Während der Viqueque-Rebellion kamen etwa 1000 Timoresen ums Leben. Die Anführer des Aufstands wurden nach Afrika in die Verbannung geschickt. Geschürt war die Rebellion durch Indonesier worden, die in Portugiesisch-Timor Asyl gefunden hatten und dann in Uatu-Lari angesiedelt worden waren. Ob es sich bei ihnen um indonesische Separatisten oder Agenten handelte, ist nicht gesichert geklärt.
1983 kam es zum Kraras-Massaker bei dem bei mehreren Vorfällen fast 300 Zivilisten durch indonesische Soldaten umgebracht wurden. Nach der Unabhängigkeit wurde ein Denkmal zum Gedenken an das Massaker im Tal der Witwen angelegt.
Im Oktober 1986 gelang es der gegen die indonesische Besatzung kämpfende osttimoresische FALINTIL die Stadt Viqueque für drei Tage zu besetzen.
Im Wahlkampf für die Präsidentschaftswahlen und Parlamentswahlen 2007 und nach dem Regierungswechsel am 8. August kam es in der Region zur massiven politischen Gewalt. Über 1500 Menschen im damaligen Subdistrikt flohen aus ihren Häusern. Unruheherde waren die Umgebung um die Stadt Viqueque und Fatudere. Flüchtlinge kamen auch aus Uato-Lari.
Am 3. Mai 2021 gab es eine große Explosion am Schlammvulkan von Raitahu, bei der ein riesiger Feuerball in den Himmel schoss.
Herrscher von Viqueque

Gouverneur José Celestino da Silva (1894–1908) zu Besuch im Reich von Viqueque. Neben ihn steht der Herrscher Brigadeiro D. Mateus da Costa Rangel Sarmento Pinto.

- Dom Mateus da Costa (vor 1702–1708)
- Dom Vasco dos Santos Pinto (vor 1726–1729)
- Dom Dire dos Santos Pinto (etwa 1769)
- Dom António da Costa (1815)
- Dom Joaquim de Matos (1818)
- Dona Simõa da Costa Rangel (1854)
- Dom Matheus da Costa Rangel Pinto (1876–1893)
- Dom Paulo da Costa Soares (vor 1934–1942/45; † 1965)
- Dom Miguel da Costa Soares (1942/45–1975)

## Politik

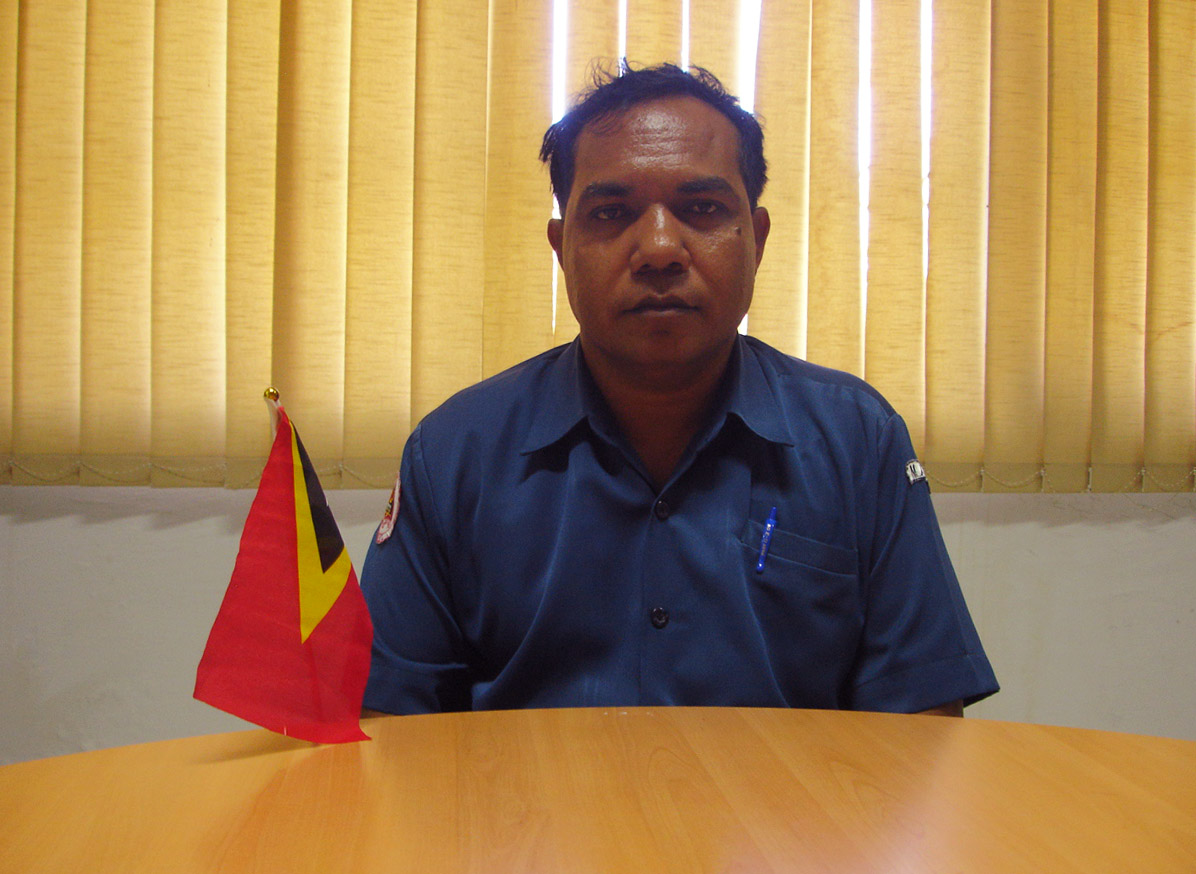
Administrator Anibal do Rosario Sarmento (2013)

Der Administrator des Verwaltungsamts wird von der Zentralregierung in Dili ernannt. 2013 war dies Anibal do Rosario Sarmento, 2015 Juvinal Mascarenhas. Am 21. März 2024 wurde Leopoldo da Costa Alves zum Administrator ernannt.

## Wirtschaft

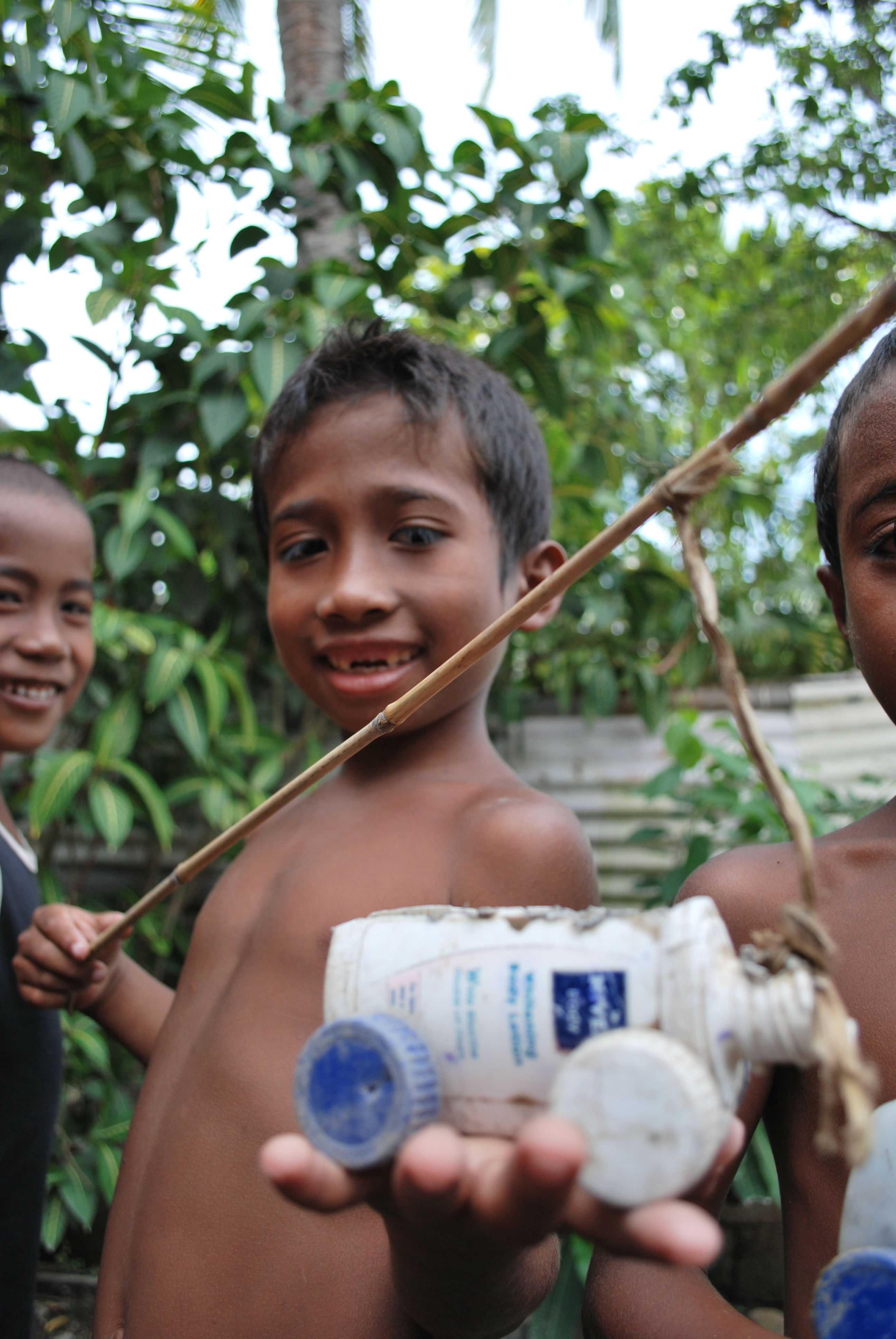
Kinderspielzeug

34 % der Haushalte besitzen Kokosnusspalmen, 42 % bauen Maniok an, ebenso viele Mais, 38 % Gemüse, 37 % Reis und 8 % Kaffee.
In Beaco soll ein Flüssigerdgasterminal für Schiffe für 943 Millionen US-Dollar von einer chinesischen Firma, innerhalb von vier Jahren gebaut werden, sobald die Finanzierung geklärt ist.

## Persönlichkeiten
- Paulina Ribeiro (1950–2021), Unabhängigkeitskämpferin
- Isabel Guterres (* 1958), osttimoresische Politikerin[27]
- João Lino Gomes (1959–2024), Freiheitskämpfer und Soldat
- Sebastião Gomes (1973–1991), Unabhängigkeitsaktivist